# 漳县
漳县是中华人民共和国甘肃省定西市下属的一个县。

## 歷史
东汉章帝元年（76年）始设立县治，时因战略地位重要被认为是汉王朝的“西陲屏障”而名障县。唐武后天授二年更名武阳县，明洪武年间因“漳水潆洄润地、宝井便民裕国”而改名漳县至今。 

## 位置
漳县位于甘肃省定西市南部，东连天水市武山县，西邻甘南州卓尼县，南靠定西市岷县，北与定西市陇西县、渭源县接壤。距省政府所在地兰州220公里、市政府所在地安定区147公里、天水市210公里、陇西30公里。

## 地理
漳县海拔1640—3941米，地势西高东低，版图呈倒置的琵琶形，南北宽57公里，东西长72公里。东北 部为黄土高原丘陵沟壑区，西南部为西秦岭石质山地，划分为漳龙河谷川区、中北部干旱半干旱山区和西南高寒阴湿山区三个不同气候及地理特征的农业区域。年平均气温7.2℃，无霜期161天，平均日照时数2313小时，平均降雨量440.9毫米，属湿润、半湿润气候。

## 行政区划
漳县下辖10个镇、3个乡：
武阳镇、三岔镇、新寺镇、金钟镇、盐井镇、殪虎桥镇、大草滩镇、四族镇、石川镇、贵清山镇、马泉乡、武当乡和东泉乡。